# Liste des îles de Kristiansund
Cet article recense les îles et îlots de la municipalité de Kristiansund, dans le comté de Møre og Romsdal.
- Amundøya [1]
- Brattøya [2]
- Flatsetøya
- Flatøya [3]
- Fugløya
- Grip
- Hansøya
- Husøya
- Innlandet
- Kattholmen
- Kirkelandet
- Gomalandet
- Nordlandet
- Rensvikholmen
- Skorpa
- Årholmen [4]